# My Graduation Toss
「My Graduation Toss」（マイ・グラデュエーション・トス） は、さくら学院の5thシングル。2013年2月27日にUNIVERSAL Jから発売された。

## 概要
初回生産盤の特典は、通常盤封入特典として生徒カード全12種類から1種をランダムに封入された。
イベント・チケット購入特典のキャンパスチケット盤、ライブチケット盤も有り、キャンパス盤には中元すず香のソロ・バージョンが収録されている。

## 解説

### My Graduation Toss
the brilliant greenの川瀬智子（Tommy heavenly6）、奥田俊作夫妻による提供、サウンドプロデュース。
“Graduation Toss”、“爽やかな疾走感の中に切なさがある”をテーマに製作された、中元すず香の卒業に向けたロック調の卒業ソング。
卒業は悲しいことだけではなくて、その先には素晴らしいことや楽しいことが待っているとの思いが込められている。
2012年度の中等部卒業生が中元1人であることから、“ひとり”ということを強調するため、楽曲のタイトルに“My”をプラスしている。
作詞を担当した川瀬は、「この歌に込められたメッセージは、送り出してくれる大切な仲間へのエール、そして、未来への扉を開ける自分自身へのエールとしても聴いてもらえたら嬉しい。」とコメントしている。
また、2013年度卒業公演にあわせて、Tommy heavenly6が製作時にレコード会社に提供した仮歌バージョンを期間限定で自身のホームページのトップページBGMとして公開した。

### Magic Melody
魔法のiらんど『ユメコレ』とのコラボレーションソングで、ユーザーから募集したエピソードをもとに歌詞が製作された恋愛ソング。
歌詞となったエピソードは、投稿された中からさくら学院の生徒たちが選んだものである。
Webサイト魔法のiらんど『ユメコレ』では、「Magic Melody」がCDになるまでの状況がレポートされた。

### 目指せ!スーパーレディー
さくら学院の担任、森ハヤシによるさくら学院生徒の自己紹介ソング。
公開授業イベントなどで生徒たちが見せた個性が活かされている曲で、各生徒のクセや特徴が歌詞の中に織り交ぜられている。
2012年度に製作されて以降は、毎年度生徒の入れ替わりに合わせて歌詞を改め、ライブにて発表している。

## 収録曲

### 通常盤

#### CD
1. My Graduation Toss
作詞：川瀬智子、作曲・編曲：奥田俊作
2. Magic Melody
作詞：魔法のiらんどユメコレ・唐沢美帆、作曲：山口寛雄、編曲：h-wonder
3. My Graduation Toss（Instrumental）
4. Magic Melody（Instrumental）

### 初回限定盤A

#### CD
1. My Graduation Toss
2. Magic Melody
3. My Graduation Toss（Instrumental）
4. Magic Melody（Instrumental）

#### DVD
1. 「My Graduation Toss」Music Video

### 初回限定盤B

#### CD
1. My Graduation Toss
2. 目指せ!スーパーレディー
作詞：森ハヤシ・生田真心、作曲・編曲：藤本功一
3. My Graduation Toss（Instrumental）
4. 目指せ!スーパーレディー（Instrumental）

#### DVD
1. 「My Graduation Toss」Music Video